# Alessandro Cagliostro
Grof Alessandro Cagliostro (Palermo, 2. lipnja 1743. – tvrđava San Leo u Apeninima. 1795.), pravim imenom Giuseppe Balsamo, talijanski pustolov, varalica i okultist.
Pobjegavši iz samostana, gdje je s petnaest godina postao fratar, živio je od raznih prijevara i krivotvorenja. U Rimu se vjenčao s ljepoticom Lorenzom Feliciani i krenuo s njom po zemljama Europe, pod imenom grofa i grofice Cagliostro. 
Nastupajući kao alkemičar, čarobnjak, astrolog, hiromant, prodavajući "eliksir života" domogao se velikog novca i naselio se u Londonu. Tamošnjem visokom društvu predstavio se kao liječnik čudotvorac, proricatelj budućnosti i obnovitelj drevnog egipatskog masonskog reda. Boravio je i u Parizu, iz kojeg biva protjeran zbog afere s dijamantnom ogrlicom. Optužen je da podržava veze s vragom, inkvizicija ga osuđuje na smrt. Pomilovan je na doživotnu tamnicu, te nakon pet godina tamnovanja umire 1795. godine u tvrđavi San Leo u Apeninima.